# Ansonia latiffi
Ansonia latiffi é uma espécie de anfíbio da família Bufonidae, endêmica da Península da Malásia.